# Tomodon
Tomodon é um gênero de cobras da família Dipsadidae, endêmicas da América do Sul, conhecidas popularmente por cobra-espada. Três espécies foram descritas.
- Tomodon dorsatus A.M.C. Duméril, Bibron & A.H.A. Duméril, 1854
- Tomodon ocellatus A.M.C. Duméril, Bibron & A.H.A. Duméril, 1854
- Tomodon orestes Harvey & Muñoz, 2004